# Maciej Damięcki

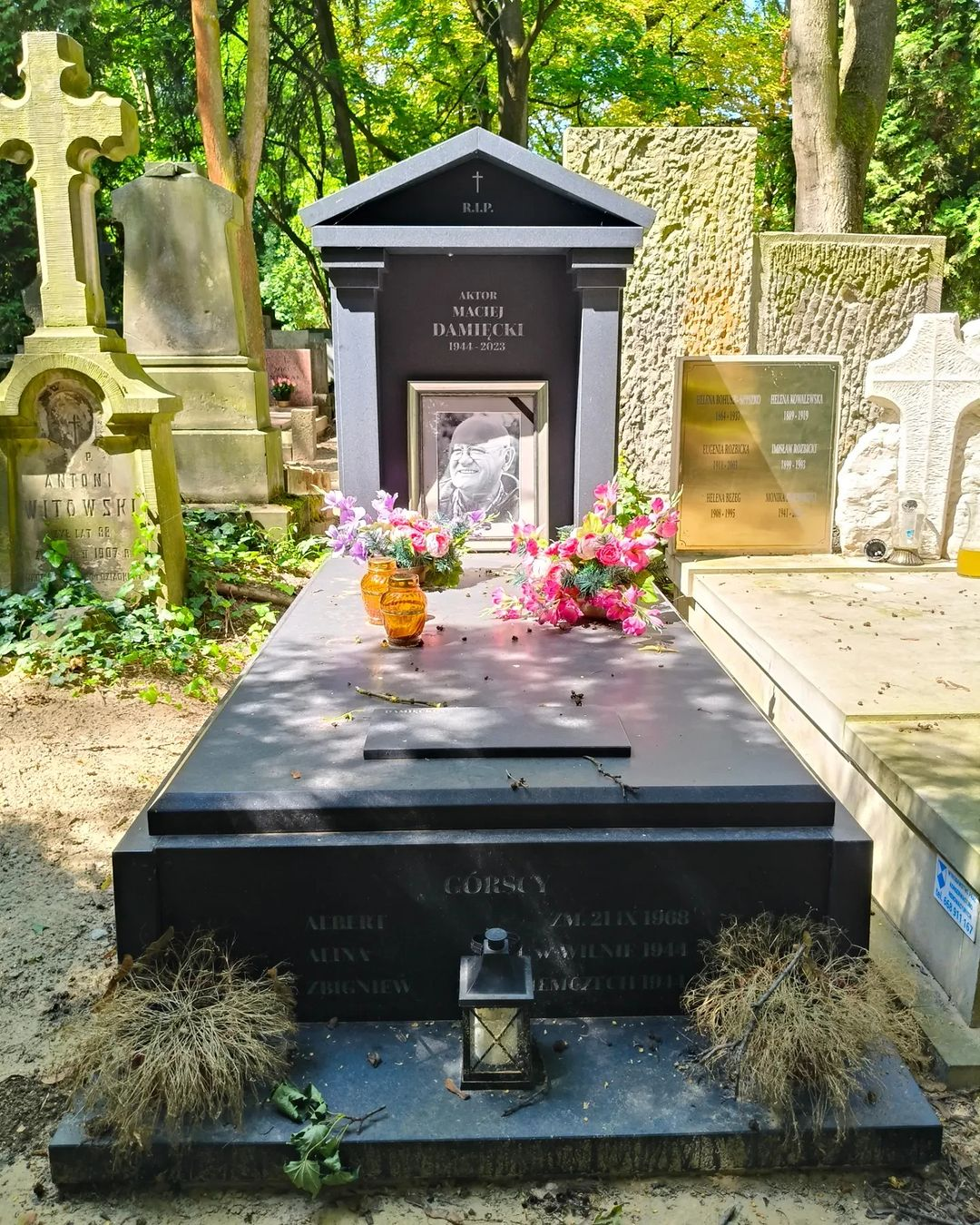
Grób Macieja Damięckiego na Cmentarzu Powązkowskim w Warszawie

Maciej Mateusz Damięcki (ur. 11 stycznia 1944 w Podszkodziu, zm. 17 listopada 2023 w Warszawie) – polski aktor filmowy, telewizyjny, teatralny i dubbingowy.

## Życiorys
Syn aktorów Dobiesława Damięckiego i Ireny z domu Górskiej. W 1966 ukończył studia na Wydziale Aktorskim Państwowej Wyższej Szkoły Teatralnej w Warszawie. W latach 1966–1984 i 1985–1996 aktor Teatru Dramatycznego w Warszawie.
Młodszy brat aktora Damiana Damięckiego. Był mężem aktorki Anity Dymszówny, córki aktora Adolfa Dymszy. Po rozwodzie ożenił się z Joanną z domu Stankiewicz, z którą miał dwoje dzieci: Mateusza i Matyldę.
29 listopada 2023 po mszy pogrzebowej w Kościele p.w. św. Karola Boromeusza urna z jego prochami została złożona w grobie dziadków ze strony matki: Alberta Górskiego, kierownika szkoły w Oszmianie (obecnie obwód grodzieński, Białoruś) i Aliny z Dzierżków na cmentarzu Powązkowskim w Warszawie (grób 217/5/26).

## Współpraca ze Służbą Bezpieczeństwa PRL
W 1973 został tajnym współpracownikiem Służby Bezpieczeństwa Polskiej Rzeczypospolitej Ludowej o pseudonimie „Bliźniak”. Został pozyskany do współpracy na podstawie tak zwanych materiałów kompromitujących – 30 marca 1973 prowadził samochód osobowy marki Trabant znajdując się pod wpływem alkoholu i groziła mu utrata prawa jazdy oraz pracy w teatrze i telewizji. Przedstawiał oficerom Służby Bezpieczeństwa doniesienia o osobach ze świata kultury oraz wyjazdów zagranicznych, m.in. do Stanów Zjednoczonych. Za swą współpracę był wynagradzany nagrodami rzeczowymi (torba, alkohol). Współpraca ta trwała do września 1989 i została zerwana przez Macieja Damięckiego z uwagi na przemiany polityczne, jakie zaszły w państwie. Dokumenty dotyczące współpracy Macieja Damięckiego ze Służbą Bezpieczeństwa zachowały się w Archiwum Instytutu Pamięci Narodowej pod sygnaturami AIPN 001134/4540 oraz AIPN 00399/253.

## Filmografia
- 1956: Tajemnica dzikiego szybu jako Franek Miksa
- 1960: Szatan z siódmej klasy jako uczeń Kazik
- 1961: Ludzie z pociągu jako chłopak
- 1964: Banda jako Jurek Nowicki
- 1966: Bokser jako bokser Kazimierz Pajkowski
- 1968: Stawka większa niż życie jako Wacek Słowikowski i Eryk Getting (odc. 9)
- 1969: Rzeczpospolita babska jako Marko
- 1972: Chłopi jako Niedźwiednik
- 1973: Droga jako kierowca Boguś Dondziłło
- 1979: Tajemnica Enigmy jako Ludomir Danilewicz, pracownik zespołu kryptologów
- 1979: Ród Gąsieniców jako ksiądz (odc. 2)
- 1980: Sherlock Holmes and Doctor Watson jako dyrektor hotelu
- 1991: Rozmowy kontrolowane jako działacz „Solidarności” ukrywający Ochódzkiego
- 1994: Spółka rodzinna jako Hurtownik
- 1996: Dom jako pacjent Należyty
- 1998: Ekstradycja jako dyrektor teatru
- 1999: Badziewiakowie jako Stanisław
- 2000–2011: Plebania jako Jan Grzyb
- 2000: Marszałek Piłsudski jako Dominik Rymkiewicz, działacz PPS w Wilnie
- 2000: Słoneczna włócznia jako sierżant
- 2001–2007, 2009–2010, 2013–2015, 2017–2023: M jak miłość jako ksiądz Władysław Wroński, proboszcz parafii w Lipnicy
- 2002: Przedwiośnie jako Ekonom
- 2003: Ciało jako kościelny
- 2003: Kasia i Tomek jako kierownik sali gimnastycznej
- 2003: Miodowe lata jako detektyw Krótkowski
- 2004–2006: Bulionerzy jako Boguś
- 2004: Stacyjka jako Woźniak
- 2005–2006: Pensjonat pod Różą jako ksiądz Antoni
- 2005: Kryminalni jako antykwariusz Olszowski (odc. 54)
- 2006: Hela w opałach jako lekarz
- 2006: Chaos jako letnik
- 2008: Czas honoru jako chłop Walendziak
- 2009: Moja nowa droga jako Stefan, ojciec Aliny
- 2010: Popołudnie jako Pijak
- 2014: Naturalni jako ojciec Piotra[5]
- 2016: Bodo jako Antoni Fertner (odc. 2, 6, 7)
- 2018: Za marzenia jako mąż
- 2021: Planeta singli. Osiem historii jako Kazimierz, sprzedawca w sklepiku garażowym (odcinek 7)
- 2023: Znachor jako woźnica
- 2023: Uwierz w Mikołaja jako Janek
- 2024: Cisza nocna jako Lucjan[15]

## Programy TV
- Pora na Telesfora

## Dubbing
- 1967: Wojna i pokój
- 1979–1984: Scooby i Scrappy Doo (pierwsza wersja) jako Kudłaty
- 1983–1987: Fraglesy (pierwsza wersja) jako Gobo
- 1984–1991: Mapeciątka (obie wersje) jako Kermit
- 1984: Niekończąca się opowieść jako Malutki Pan
- 1987: Zaproszenie na gwiazdkę jako Kermit, Gobo
- 1991: Sandokan jako Krakers
- 1991–1993: Powrót do przyszłości jako mały Emmett Brown
- 1993: Albert, piąty muszkieter jako Albert
- 1995–1996: Oakie Doke jako Oakie Doke
- 1998: Czarodziejski fotel
- 1998: Rudolf czerwononosy renifer jako Psotek
- 1998–1999: Podróże z Aleksandrem i Emilią jako kuzyn Carlos
- 2002: Krówka Mu Mu jako narrator
- 2003: Barbie z Jeziora Łabędziego jako Erazm
- 2004: Globert przedstawia niezwykły świat natury jako Globert
- 2005: Opowieści z Narnii: Lew, czarownica i stara szafa jako Krasnal, sługa Białej Czarownicy
- 2005: Rezydencja Surykatek jako narrator
- 2009: Nouky i przyjaciele jako narrator
- 2009: Prawdziwa historia Kota w Butach jako Garfus
- 2014: Strażnicy Galaktyki